# Pivka
Pivka  (do 1952. Sveti Petar na Krasu, slov. Šent Peter na Krasu; njem. Sankt Peter im Karst, tal. San Pietro del Carso)  je naselje na Krasu u slovenskoj općini Pivki. Pivka se nalazi u pokrajini Notranjskoj i statističkoj regiji Notranjsko-kraškoj. 

## Stanovništvo
Prema popisu stanovništva iz 2002. godine naselje je imalo 2,059 stanovnika.